# 水半球
座標: 南緯47度13分 東経178度28分 / 南緯47.217度 東経178.467度

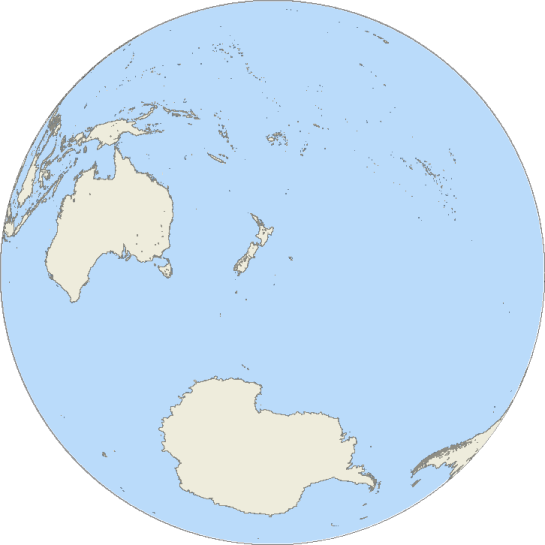
水半球。正射図法により、周辺部は著しく圧縮されているので注意。

水半球（すいはんきゅう・みずはんきゅう）は、地球上（球体）の海の含まれる割合が、もっとも高くなる大円によって区切られた地球の半球。対して反対側の半球を陸半球という。
その中心は、ニュージーランドの東南にあるアンティポデス諸島付近で、陸半球の中心の対蹠点である。その位置は1点に決まるはずだが、その正確な位置は諸説あり、
- 南緯47度13分東経178度28分[3]
- 南緯48度00分東経179度30分[4]
- 南緯48度00分西経179度00分[5]

とされる。なお、緯度47分の差は距離にして87km、経度1度2分の差は77kmに相当する。
水半球は全体の88.7%が海洋で、全海洋面積の64%を含む。その大部分は太平洋、若干がインド洋である。陸地は地球上の全陸地の7分の1ほどで、南極大陸、オーストラリア大陸、ニュージーランド・ニューギニア・ハワイなどオセアニアの諸島群、東南アジアの大半と東アジアのごく一部、南アメリカの一部が含まれるのみである。

## 水半球の国々
南緯47度13分、東経178度28分を中心とし、地球を真球と考えた場合。

### 全域が水半球
- オセアニアの全ての国
- 南極
- アジア
  -  台湾
  -  フィリピン
  -  ブルネイ
  -  マレーシア
  -  シンガポール
  -  インドネシア
  -  東ティモール
- 南米
  -  ウルグアイ
  -  フォークランド諸島
  -  サウスジョージア・サウスサンドウィッチ諸島

### 一部が水半球
- オセアニアに領土を持つ
  -  アメリカ合衆国 - ハワイ州。
  -  合衆国領有小離島
- インド洋諸島に領土を持つ
  -  南アフリカ共和国 - プリンスエドワード諸島。
  -  フランス領南方・南極地域
- アジア
  -  日本 - 本州・四国・九州の各一部と南西諸島・伊豆小笠原諸島。
  -  中国 - 福建省・広東省・海南省のそれぞれごく一部。
  -  ベトナム
  -  ラオス
  -  タイ
  -  カンボジア
- 南米
  -  ブラジル
  -  パラグアイ
  -  チリ
  -  アルゼンチン